# 14964 Robertobacci
14964 Robertobacci è un asteroide della fascia principale. Scoperto nel 1996, presenta un'orbita caratterizzata da un semiasse maggiore pari a 3,2082523 UA e da un'eccentricità di 0,0734112, inclinata di 9,53409° rispetto all'eclittica.